# Akmenė
Akmenė est une ville de Lituanie ayant en 2005, une population d'environ 2 800 habitants.

## Histoire
Une installation humaine est signalée en 1511. Un privilège est accordé en 1531 de construire une ville, Dabikinė, près de la rivière Dabikinė. En 1562, elle est déjà bien avancée avec trois rues, une place, 28 auberges et 82 familles. Les droits municipaux sont accordés en 1592. Une église en bois est instaurée par la Grande Duchesse en 1596.
La ville de  Dabikinė est détruite en 1705 après une bataille, lors de la Grande guerre du Nord russo-suédoise. La peste de 1710-1711 élimine les survivants. 
La ville reprend assez rapidement, sous le nom d'Akmenė, en partie par installation de minorités juives, qui sont majoritaires dès 1850. Les persécutions russes poussent une partie des habitants à fuir à Cork, en Irlande, où ils se surnomment les Akmianers. En 1915, une partie des familles juives fuient en Russie intérieure. En 1939, il reste 39 familles juives. En 1941, le Rollkommando Hamann s'acharne.

## Personnalités
- Juozas Miltinis (1907–1994), metteur en scène
- Romualdas Rakauskas (1941-), photographe
- Romas Jarockis (1963-), archéologue et homme politique
- Aidas Preikšaitis (1970-), footballeur
- Ona Šimaitė (1984–1970)